# Andreas Karlsson (författare)
Andreas Karlsson, född 1973, är en svensk ingenjör som tillsammans med systern Anna Karlsson, född 1966, även hon ingenjör, skriver tillsammans om halländskt 1600-tal. Syskonparet har hittills givit ut ett femtontal böcker på detta tema, samt bidragit med en större mängd artiklar i hembygdsböcker och årsskrifter. Fokus i böckerna ligger på allmogens liv, leverne och föreställningsvärld. Källmaterialet är i huvudsak hämtat ur domstolsarkiven samt det danska Rigsarkivet. Hallands danska arv belyses i flera av böckerna. Syskonen har författandet som fritidssysselsättning. 
Andreas Karlsson arbetar även med skönlitterära projekt. De skönlitterära böckerna är fiktiva, men är inspirerade av autentiska fall. Romanerna och deckarna utspelar sig på 1600-talet i det danska Halland. Huvudkaraktären i debutromanen Kvinnan som gick över elden är den gamla "kloka kvinnan" Olur Henriksdotter som blir misstänkt för trolldom. I de följande böckerna är det Olurs systerson David klockare i Varberg som är huvudperson. Tillsammans med byfogden i Varberg löser David ett antal mordfall. De skönlitterära böckerna kommer ingå i en ljudboksserie som får samlingsnamnet Varbergssviten.

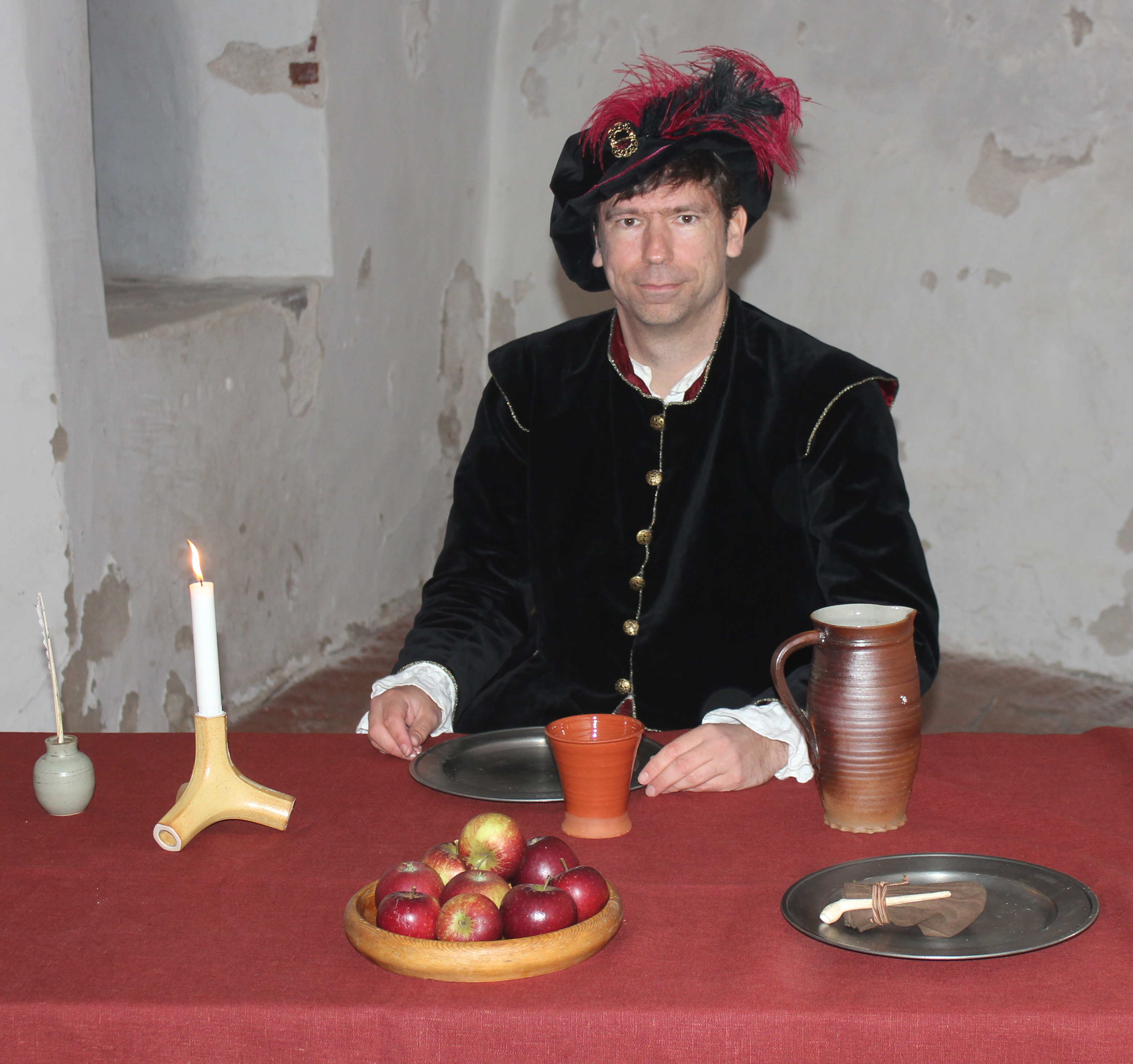
Författaren Andreas Karlsson, iförd tidstypiska 1600-talskläder. Foto från Eskils källare på Varbergs fästning.

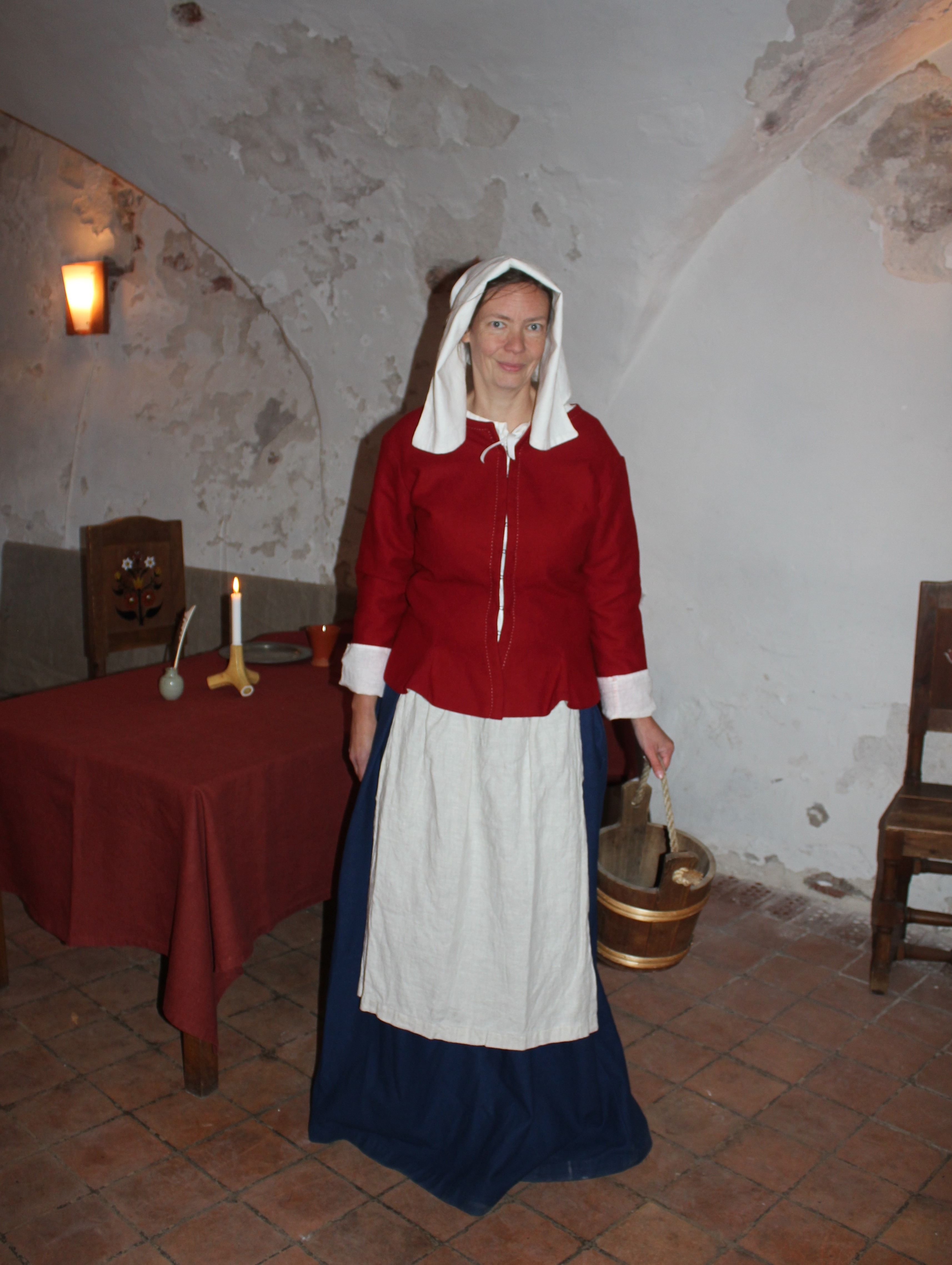
Författaren och släktforskaren Anna Karlsson. Fotot taget i samband med en bokpresentation på Varbergs fästning.

### Fackböcker historia
- 2007 –  Bondeupproret i Halland 1622: om två bönders kamp mot kungens länsman. Varberg: Utsikten. Libris 10357342. ISBN 9789188806673
- 2008 –  Yxmördare, häxor och svärande damer i 1600-talets Halland: brottsfall från socknarna i Falkenberg, Varberg och Kungsbacka. Varberg: Utsikten. Libris 11179834. ISBN 978-91-88806-79-6
- 2010 –  Blåkullafärder och våldsamma svärmödrar: episoder och livsöden från 1600-talets Halland. Halmstad: Utblick media. Libris 11957605. ISBN 9789186709013
- 2012 –  Bland skogsrövare och skräppeskitar: om folket och livet i det danska Halland. Halmstad: Utblick media. Libris 13542620. ISBN 9789186709174
- 2012 - Karlsson, Anna; Karlsson Andreas historiker, Alebo Inger. Varbergs fästning 1612. Varberg: Hallands kulturhistoriska museum. Libris 14559114. ISBN 978-91-637-1834-2
- 2013 –  Bland spioner och snapphanar: de sista danska åren i Halland. Halmstad: Utblick Media. Libris 14730886. ISBN 9789186709242
- 2014 –  Giftmord och gästabud: halländska gruvligheter på 1600-talet. [Halmstad]: Utblick Media. Libris 17023952. ISBN 9789186709372
- 2015 –  Bråkstakar och bröllopsgäster - Fler halländska levnadsöden på 1600-talet. Halmstad: Utblick Media i Halland. Libris 18513337. ISBN 9789186709518
- 2016 –  Trollkvinnor, spågubbar och kloka gummor: Halländska trolldoms- och vidskepelsemål. Halmstad: Utblick Media. Libris 19716559. ISBN 9789186709655
- 2017 –  Bland lusepälsar och stubbakärringar: skällsord i Halland i gångna tider. Del 1. [Halmstad]: Utblick Media. Libris 20144763. ISBN 9789186709730
- 2017 –  Bland borgarbarn och busfrön: barn och ungdomar i 1600-talets Halland. [Halmstad]: Utblick Media. Libris 21735894. ISBN 9789186709747
- 2018 –  Halländska historiska platser. [Halmstad]: Utblick media. Libris x679sn3gv1jg7kz1. ISBN 9789186709853
- 2019 –  Anno 1711 - Pestens och krigets år i Halland. Utblick media. Libris cn1h242299h3vnfv. ISBN 9789186709976
- 2020 –  Flåbusar fähundar och rackarkonor. Utblick media. Libris n1v41z8mlcrr490s. ISBN 9789198566451
- 2022 –  Bland soldatpojkar och kökspigor - Ungdomsliv i Halland under 1600- och 1700-talet. Föreningen Halländska 1600-talskällor. Libris 8p39zqtf6j5rrqsp. ISBN 9789152739334
- 2023 –  Fler halländska historiska platser. Falkenberg: Föreningen halländska 1600-talskällor. Libris 6pnfg8cg45ckjcsm. ISBN 9789152739341
- 2024 –  Bland bettlare och backstugusittare: att leva i utkanten av samhället. [Falkenberg]: Föreningen Halländska 1600-talskällor. Libris 3n24wdm61v2p7tm8. ISBN 9789152739358

### Skönlitteratur
- 2020 –  Kvinnan som gick över elden. Stockholm: Blue Publishing. Libris t59q30kgrwnl0z2m. ISBN 9789186293901

- 2021 –  Råttkrutet. Eskilstuna: Vaktel Förlag. Libris r4jt227xp75nrzt1. ISBN 9789188441843

## Utmärkelser
- 2009 – Föreningen Varbergs Museums kulturstipendium
- 2010 – Falkenbergs kommuns kulturpris[3]

- 2011 – Hallands Nyheters kulturpris[4]

- 2014 – Förlag Utsiktens Författarpris[5]
- 2018 – Boken "Bland borgarbarn och busfrön" utsedd till Årets hembygdsbok i Halland[6], samt nominerad till Årets Hembygdsbok 2017. [7]
- 2020 – Boken "Anno 1711 - Pestens och krigets år i Halland" utsedd till Årets hembygdsbok i länet, samt nominerad till den nationella tävlingen.[8]
- 2022 – Boken "Bland soldatpojkar och kökspigor" utsedd till Årets hembygdsbok i Halland, samt nominerad till den nationella tävlingen.[9]